# SV Berliner Brauereien
Der SV Berliner Brauereien ist ein deutscher Sportverein aus Berlin. Der Club steht in der Tradition der BSG Empor Nordost  sowie der  BSG Berliner Brauereien.

## Sektion Fußball
Der SV Berliner Brauereien wurde im Jahr 1949 unter der Bezeichnung BSG Volkseigene Brauereien Berlin  gegründet. 1953 vollzog die Betriebssportgemeinschaft mit dem Einstieg der Sportvereinigung Empor eine Umbenennung in BSG Empor Nordost Berlin, ab 1963 dann in BSG Berliner Brauereien.
Auf sportlicher Ebene fungierte die Berliner Brauerei im Ostberliner Lokalfußball durchweg unterklassig, etwaige Teilnahmen an der Berliner Stadtliga bzw. Bezirksliga Berlin wurden bis 1990 nicht erreicht. Höchste Spielklasse war die viertklassige Bezirksklasse Berlin. Größter Erfolg der Berliner war die Qualifikation zur ersten Hauptrunde des FDGB-Pokals in der Spielzeit 1949/50, welche nach Abschluss der Oberliga-Saison stattfand. Gegen Kjellberg Finsterwalde unterlagen die VE Brauereien Berlin bereits in der Auftaktrunde mit 2:4.
1990 vollzog der Verein eine erneute Umbenennung in SV Berliner Brauereien, dem sich 1997 die VSG Alex 78 anschloss. Zum 1. Juli 2016 wechselte die Sektion Fußball geschlossen zum Berliner TSC, mit dem sich die Brauer das Sportgelände an der Paul-Heyse-Straße teilten. Der SV Berliner Brauereien hat seither keine Fußballabteilung mehr.

### Statistik
- Teilnahme FDGB-Pokal: 1949/50

### Personen
- René Adamczewski